# Erivo Ferri
Erivo Ferri, detto Rivo, nome di battaglia: Francesco (Urbino, 26 giugno 1901 – Pesaro, 29 novembre 1960), è stato un partigiano e politico italiano,  fu protagonista del primo episodio della Resistenza nel pesarese e comandante della prima brigata partigiana della provincia, medaglia di bronzo al valor militare.  È stato il fondatore della prima brigata partigiana nel pesarese.

## Biografia
Calzolaio, aderì a vent'anni nel 1921, sin dal suo sorgere, al Partito comunista (all'epoca Pcd'I), partecipando all'attività a Ca' Mazzasette, frazione di Urbino. Si sposò a soli 15 anni con Rosa Dionigi, sua coetanea. Il 19 marzo 1923, in un’osteria di Ponte in Foglia, ebbe una vivace discussione con un fascista, reagì sparando e lo uccise. Fu condannato a 16 anni e 8 mesi di reclusione, gli furono condonati cinque anni e fu dimesso dal carcere di Alessandria nel 1932 grazie all’amnistia per il decennale della marcia su Roma. Tornò a Ca' Mazzasette, dove fu sottoposto a continui controlli.
Dopo l'armistizio fu denunciato da un delatore alle autorità di polizia per possesso di armi. In effetti a fine ottobre del 1943 era giunto da Pesaro un carico di armi che era stato depositato vicino a Schieti e Ferri le aveva poi portate a Ca' Mazzasette. Il 1º novembre 1943, un reparto di polizia tedesca raggiunse il paese per catturarlo. Ferri si difese lanciando anche bombe a mano, e riuscì a scappare, aiutato dal cugino Mario Ferri. I tedeschi usarono bombe da mortaio, chiesero rinforzi e dopo aver perquisito e saccheggiato le abitazioni, portarono con loro 29 abitanti della frazione, tra cui il figlio di Erivo, lasciando le case danneggiate, il terreno disseminato di bombe inesplose, due donne e un contadino uccisi,. Morì anche un soldato tedesco. Fu il primo avvenimento di resistenza nella provincia di Pesaro-Urbino.
Pochi giorni dopo Ferri fu trasferito dal comando locale partigiano nella zona di Cagli e Cantiano, sul monte Catria, per maggiore sicurezza sua e della popolazione e per avviare la lotta in montagna. L’arrivo a Cantiano di Ferri, l’11 novembre, segnò l’inizio della Resistenza attiva nel Pesarese. Fondò la prima brigata partigiana nel pesarese. I partigiani crebbero di numero e già nel mese successivo si costituirono due distaccamenti, il Picelli, comandato da Ferri che aveva assunto il nome di battaglia di Francesco e che rimase nella zona di Cantiano e il Gramsci, comandato da Pierino Raffaelli (Ugo), che si spostò nella zona di Frontone. In un episodio si racconta che la popolazione della frazione di Schieti di Urbino, lo attese mentre scendeva dalla frazione di Cavallino con mitra e binocolo a tracolla su di un cavallo bianco. Giunto in paese il servizio d’ordine organizzato dal gruppo partigiano di zona non riuscì a contenere l’impeto della folla che aspettava il suo eroe antifascista. Vennero travolti, e il Ferri venne tirato giù da cavallo e venne spogliato, poiché ciascuno volevo un pezzo della sua giacca o dei suoi pantaloni, tanto era la passione e la devozione nel ringraziare le gesta del Ferri.
Nel dopoguerra continuò a svolgere attività politica e divenne sindaco di Auditore. Morì in un incidente stradale tornando da Pesaro, dove si era recato a una riunione del Partito comunista, il 29 novembre 1960.
Il 1º novembre 1973 l'amministrazione comunale di Urbino e quella provinciale, posero una lapide commemorativa sull'abitazione di Ca’ Mazzasette, da dove Erivo Ferri riuscì a scappare. La via venne rinominata in 1º novembre 1943.
Nel luglio 2014 la sua tomba fu profanata con una svastica.